# Schwarze Heide (Hünxe)
Die Schwarze Heide bildet zusammen mit dem Hünxer Wald und dem Gartroper Busch ein von vielen kleinen und verkehrsarmen Wegen durchzogenes Wald- und Wiesengebiet zwischen Kirchhellen und Hünxe am Niederrhein, das vor allem durch den gleichnamigen Verkehrslandeplatz Schwarze Heide bekannt ist. 
Westlich der Region gibt es außerdem ein ehemaliges Munitionslager, das stillgelegt wurde. Die Gebäude dort wurden abgerissen, die Zäune geöffnet, die Bunker verschweißt und die Straßen für Spaziergänger und Fahrradfahrer freigegeben.
Koordinaten: 51° 36′ 58″ N, 6° 51′ 55″ O